# الحركة الإسلامية في الجزائر
الحركة الاسلامية في الجزائر. الحركة الإسلامية في المدلول أوسع من الحزبية الضيقة فإن الحركة فكرية وعلمية ومنهج وطريقة والحزب تنظيم سياسي محدود النشاط اعتماده في دولة معيتة.
والجزائر مربوطة بتاريخ الغالم الإسلامي الدي تمده تلاثة مدارس بالعلوم الإسلامية مكة والمدينة وجامع الزيتزنة وجامع الأزهى.
دخلت الجزائر في الإسلام عام 647م، بعدها شهدت المنطقة قيام عديد من السلطنات والدول الإسلامية مثل الدولة الفاطمية، ودولة المرابطين 1056- 1147م، ثم دولة الموحدين 1138- 1269م. واحتل العثمانيون الجزائر في العام 1516م بعد معركة دابق مع مصر، وبعدها دخلها الفرنسيون في1830م. كان الاستعمار الفرنسي للجزائر استيطانيا سعى لإدماج المجتمع الجزائري في المجتمع الفرنسي بالكامل واعتبرت الجزائر جزءاً من فرنسا حيث أعلن الدستور الفرنسي لعام 1848م أن ولايات الجزائر الثلاث ولايات فرنسية. كما أصدرت فرنسا في عام 1881م قانون التبعية الأهلية الذي منح الإداريين الفرنسيين صلاحيات واسعة لفرض سيطرتهم على الشعب الجزائري ومواصلة سياسة الإدماج من خلال محاربة المؤسسات الإسلامية كالقضاء الشرعي والتعليم الديني مع خلق طبقة إسلامية رسمية مدعومة من السلطة الغازية للإشراف على العبادة في المساجد. لم يقف الجزائريون مكتوفي الأيدي حيال ما جرى بهم وببلادهم ولكنهم انخرطوا في حركة مقاومة شرسة انطلقت منذ عام 1881م بصورة مقاومات متقطعة ومتجددة حتى بلغت قمتها باندلاع الثورة الجزائرية المسلحة عام 1954م والتي امتدت لسبعة أعوام ونصف وانتهت بخروج المستعمر الفرنسي عام 1962م. وقد أدّى البعد الإسلامي دورا أساسيا في إشعال الثورة الجزائرية وامتد تأثيره إلى ما بعد الاستقلال، وسنحاول إلقاء مزيد من الضوء على دور الحركات الإسلامية في الجزائر.

## الحركة قبل الاستقلال
- حركة الشيخ عبد الحميد بن باديس في قسنطينة
- حركة الشيخ إبراهيم بيوض في غرداية

## الحركة بعد الاستقلال
- حركة الاخوان المسلمون في الجزا ئر
- جماعة الدعوة والتبليغ في الجزائر
- الحركة الصوفية في الجزائر
- حركة الجيا

### الجماعات المسلحة في الجزائر
بدأ العمل المسلح في الجزائر في الثمانينيات من خلال حركة مصطفى بويعلي، هذا الأخير كان من مجاهدي ثورة التحرير الجزائرية، وغداة الاستقلال رفض الطريقة التي وضع بها ما كان يسمى «جيش الحدود» يده على السلطة في الجزائر، وازداد رفضه للنظام خلال السنوات الأولى لحكم الرئيس الاسبق أحمد بن بلة، وحين وقع الإنقلاب ضد بن بلة من طرف العقيد هواري بومدين وزير دفاعه في 19 حزيران/يونيو 1965، لم يكن بويعلي من المباركين والمهنئين لمجلس الثورة الذي وضع يده على السلطة.
أصبح مصطفى بويعلي بعدها بسنوات خطيبا في مسجد العاشور في العاصمة، وأصبح يلقي خطبا نارية ضد النظام، والسياسات المتبعة، وبدأت معها مراقبة الشرطة له ولمن يحضرون خطبه، لكن دون أن تصل الأمور حد الصدام، لكن في تشرين الأول/أكتوبر 1981 جاء رجال شرطة بلباس مدني لتوقيف بويعلي، لكنه تمكن من الفرار، وحاول الدخول في السرية، لكن جهات توسطت بينه وبين وزير الداخلية الأسبق الهادي لخذيري من أجل التوصل إلى تسوية، وفعلا وقع ذلك، وتعهد لخذيري بألا يتكرر ما حدث، وأن ما تعرض له بويعلي كان خطأ وفعلا معزولا سيعاقب من كانوا مسؤولين عنه.

#### بداية التمرد المسلح
في نيسان/أبريل 1982 وقعت محاولة جديدة لاعتقال بويعلي، ولكنه تمكن مرة أخرى من الفرار، معتبرا أن الاتفاق الذي وقع بينه وبين لخذيري تم خرقه
وقرر الدخول في السرية، وبدأ الاتصالات من أجل تشكيل تنظيم مسلح، حتى وإن كان هو نفسه لم يكن متحمسا في وقت سابق، لاتصالات وقعت معه من أجل هذا الغرض، وخاصة ما كان يعرف بجماعة الـ14 على مستوى حيي بولوغين والسيدة الإفريقية بالعاصمة، ولكن هذه الجماعة تم إلقاء القبض عليها خلال 14 ساعة فيما ظل بويعلي في حالة فرار، مستعدا لإنشاء تنظيمه المسلح، الذي سمي الحركة الإسلامية المسلحة، الأمر الذي اضطر بويعلي للبقاء مختبئا لمدة تجاوزت السنتين، ثم عاد لربط اتصالات مع جهاديين آخرين للدخول في العمل المسلح. عدد من هؤلاء سيكونون نواة العمل المسلح الذي سينطلق بعد ذلك بسنوات، في تسعينيات القرن الماضي.
وفعلا تم وضع الأسس التنظيمية لحركة بويعلي في أعالي جبال البليدة غربي العاصمة، وبدأت عملية التجنيد، وتبقى العملية الأكبر التي قامت بها جماعة بويعلي هي الهجوم على مدرسة الشرطة بالصومعة في 26 من آب/أغسطس 1986، وتمكنوا من الاستيلاء على 340 قطعة سلاح 
وأكثر من 18 ألف قطعة ذخيرة، هذه العملية استنفر لها النظام كل إمكانياته من أجل مطاردة جماعة بويعلي، ولم تدم سوى ستة أشهر، إذ تم إلقاء القبض على أغلبية أفراد التنظيم، فيما بقي مصطفى بويعلي في حالة فرار، إلى غاية 3 كانون الثاني/يناير 1987 إذ نصبت قوات الأمن كمينا لبويعلي وخمسة من رفاقه، ووقع تبادل لإطلاق النار، قتل خلاله آخر أفراد الحركة الإسلامية المسلحة، وعلى رأسهم مصطفى بويعلي.
عددا من جماعة بويعلي كانوا أول من رفعوا السلاح مجددا في مطلع تسعينيات القرن الماضي، رغم استفادتهم من عفو رئاسي على أعمالهم السابقة، مثل عبد القادر شبوطي، ومنصور ملياني.
وصل النظام الجزائري مع نهاية ثمانينيات القرن الماضي، إلى ما يشبه نهاية الصلاحية، خاصة وأن ذلك اقترن بأزمة اقتصادية حادة، كان لابد معها من فتح متنفسات لتفادي الانفجار، ورغم أن انفجارا وقع في الخامس تشرين الأول/أكتوبر 1988، إلا أن هذه الانتفاضة الشعبية ما تزال تطرح الكثير من التساؤلات بشأن عفويتها أو تدبيرها، والأسباب التي كانت وراء تحريكها أو تحركها، الأكيد أنها كانت المبرر الذي جعل النظام يذهب نحو انفتاح سياسي، لكن هذا الانفتاح فتح الباب أمام الإسلاميين للاقتراب من السلطة أكثر من اللازم.
الجبهة الإسلامية للإنقاذ التي تأسست في سنة 1989، نجحت في استقطاب تعاطف شعبي كبير، البعض يقول بأنه ناتج عن إيمان الشعب بها وببرنامجها والبعض الآخر يرى بأنه نتيجة كفر بالنظام وسياساته المنتهجة منذ الاستقلال، هناك من يقول بأن جبهة الإنقاذ ظهرت وكبرت بتشجيع من النظام أو بعض منه وأنها خرجت عن السيطرة بعد ذلك، فيما يعتقد فريق آخر أنها تيار جارف فرضته ظروف وعوامل موضوعية.
الأكيد أن جبهة الإنقاذ ضمت تيارات مختلفة بعضها متقارب وبعضها الآخر متنافر، الجميع كان يرفع شعار بناء الدولة الإسلامية، لكن أي دولة إسلامية، هل هي الطبعة التركية للدولة الإسلامية أو الطبعة الأفغانية؟ قيل الكثير عن التطرف داخل الجبهة الإسلامية للإنقاذ (المحظورة) هل هو سابق لإلغاء نتائج الانتخابات البرلمانية التي فازت بالدور الأول منها، أم أنه نتيجة لهذا القرار وللإجراءات التي اتخذت ضد إسلاميي الجبهة مباشرة بعد إلغاء المسار الانتخابي؟ غير أن جماعة التكفير والهجرة كان له وجود داخل الجبهة، وصور الأفغان الجزائريين الذين كانوا يقومون باستعراضات عسكرية في الشوارع ما تزال حاضرة في الذاكرة، كما أن أول عملية إرهابية تم القيام بها ضد ثكنة عسكرية بمنطقة قمار بمدينة الوادي كانت سنة 1991 قبل إجراء الدور الأول من الانتخابات الملغاة.
بعد إلغاء الانتخابات وإعلان التمرد بدأت الجماعات المسلحة في الظهور، وتعددت التسميات واختلفت التوجهات، مثل الحركة الإسلامية المسلحة، والجبهة الإسلامية للجهاد المسلح، ولكن أبرز جماعتين هم الجيش الإسلامي للإنقاذ، الذي يعتبر الجناح المسلح للجبهة الإسلامية للإنقاذ، وكذا الجماعة الإسلامية المسلحة التي كان يشار إليها بالأحرف الأولى بالفرنسية «الجيا» والتي كانت من أكثر الجماعات دموية، خاصة وأنها انتقلت من تكفير النظام ورجاله، إلى تكفير الشعب، ووجدت من يمدها بفتاوى من الخارج، تجيز قتل الرجال والنساء والشيوخ والأطفال بذريعة أن هؤلاء متواطئون مع النظام، ووصلت هذه الجماعة إلى حد تنفيذ عمليات إرهابية في الخارج أو ضد أهداف أجنبية، مثل تفجير مترو الأنفاق بباريس، ثم اختطاف طائرة الخطوط الجوية الفرنسية سنة 1994، فضلا عن اختطاف واغتيال رهبان دير تبحيرين جنوب الجزائر سنة 1996، قبل أن تشرع في تنفيذ مجازر جماعية بشعة لقرى بأكملها. ووقعت أيضا حرب بين الجماعة الإسلامية المسلحة والجيش الإسلامي للإنقاذ، ودخل التنظيمان في حرب تصفية لأفرادهما امتدت لسنوات، لكن السلطات بدأت نهاية التسعينيات تحاول تحييد بعض الجماعات وأفرادها، من خلال الإعلان عن قوانين تضمن لعدد من حملوا السلاح العودة إلى جادة الصواب، وكانت الاتصالات بين جهاز المخابرات والجيش الإسلامي للإنقاذ قد أفضت إلى إعلان هذا التنظيم عن وضع السلاح والنزول من الجبال.

## كُتب عن الحركة الاسلامية في الجزائر
- الحركات الإسلامية في الجزائر الجذور التاريخية والفكرية. تأليف الطاهر سعود

## وصلات خارجية
- زاد في مزاد: مسار الحركة الإسلامية في الجزائر.. من الوعظ والإصلاح إلى الفلسفة الجهادية على يوتيوب.